# Tony Ferguson
Tony Ferguson, właśc. Anthony Armand Ferguson (ur. 12 lutego 1984 w Oxnard) – amerykański zawodnik mieszanych sztuk walki (MMA). Zwycięzca 13. sezonu reality show The Ultimate Fighter w wadze półśredniej z 2011 oraz tymczasowy mistrz UFC w wadze lekkiej z 2017.

## Kariera MMA

### Początki kariery
W MMA zadebiutował 12 kwietnia 2008, wygrywając ze Steve’em Avalosem. Do końca roku wygrał dwa kolejne pojedynki, w tym jeden z utytułowanym thai-boxerem Joem Schillingiem przez poddanie. 25 października 2010 zdobył pas mistrza PureCombat w wadze półśredniej po pokonaniu Brocka Jardine'a przez techniczny nokaut.
Uzyskawszy od debiutu rekord 10 zwycięstw i 2 porażek w 2011, wziął udział w programie The Ultimate Fighter, gdzie znalazł się w drużynie prowadzonej przez Brocka Lesnara. Ostatecznie Ferguson wygrał program w kat. półśredniej (do 77 kg), pokonując w finale 4 czerwca 2011 Ramseya Nijema przez KO w pierwszej rundzie i otrzymując w nagrodę kontrakt z UFC.

### UFC
W debiucie dla amerykańskiej organizacji, 24 września 2011 na UFC 135 pokonał Aarona Rileya przez TKO w pierwszej rundzie. 3 grudnia tego samego roku wypunktował Bahamczyka Yves’a Edwardsa.
5 maja 2012 przegrał z Michaelem Johnsonem jednogłośnie na punkty, notując pierwszą porażkę w UFC.
19 października 2013 na UFC 166 poddał duszeniem Mike’a Rio. Wygrana nad Rio zapoczątkowała świetną passę dziewięciu zwycięstw z rzędu Fergusona w organizacji. Od października 2013 pokonywał m.in. Gleisona Tibau, Josha Thomsona, Edsona Barbozę czy Rafaela dos Anjosa.
W tym czasie był również dwukrotnie zestawiany z Chabibem Nurmagomiedowem, w tym raz o tymczasowe mistrzostwo UFC wagi lekkiej (marzec 2017), jednak do obu walk nie doszło z powodu problemów zdrowotnych Rosjanina. Zamiast tego o tymczasowe mistrzostwo zmierzył się 7 października 2017 z Kevinem Lee, którego ostatecznie pokonał przez poddanie w trzeciej rundzie, i zdobył pas.
1 kwietnia 2018 doznał kontuzji i musiał zrezygnować z zaplanowanej walki na 7 kwietnia o regularne mistrzostwo wagi lekkiej z Nurmagomiedowem. Nowym rywalem Rosjanina został Al Iaquinta, natomiast prezydent UFC Dana White poinformował, że w momencie zdobycia przez któregoś z zawodników mistrzostwa, tymczasowy pas zostaje odebrany Fergusonowi i tak też się stało.
6 października 2018 podczas UFC 229 pokonał przez techniczny nokaut Anthony’ego Pettisa, który nie wyszedł do trzeciej rundy z powodu kontuzji ręki.
8 czerwca 2019 roku na gali UFC 238 zmierzył się z Donaldem Cerrone. Ferguson odniósł dwunaste zwycięstwo z rzędu, zwyciężając przez TKO z powodu niezdolności rywala do walki. Pojedynek nagrodzono bonusem za najlepszą walkę wieczoru.
10 września 2022 roku po serii 4 porażek z rzędu miał powrócić do dywizji półśredniej, aby zmierzyć się z Li Jingliangiem, w Co-Main Evencie gali UFC 279. Kilkanaście godzin przed galą organizatorzy dokonali roszad w trzech najważniejszych zestawieniach karty walk ze względu na niezrobienie wagi przez Chamzata Czimajewa. W związku z tym nowym rywalem Fergusona został Nate Diaz, który docelowo miał zmierzyć się z Czimajewem. Przegrał walkę przez poddanie duszeniem gilotynowym w czwartej rundzie.
29 lipca 2023 na UFC 291 został poddany przez Bobby’ego Greena duszeniem trójkątnym na 9 sekund przed zakończeniem pojedynku. Niecałe pięć miesięcy później przegrał na pełnym dystansie z Paddym Pimblettem na UFC 296.
3 sierpnia 2024 w Abu Zabi podczas wydarzenia UFC Fight Night: Nurmagomedov vs. Sandhagen został poddany już w pierwszej rundzie przez Michaela Chiesa. Była to jego 8 porażka z rzędu. Dzięki tej 8 z rzędu porażce Ferguson prześcignął B.J. Penn i został rekordzistą najdłuższej serii porażek w historii UFC.
24 stycznia 2025 roku, ogłoszono, że Ferguson rozstał się z UFC po 14 latach oraz podpisał kontrakt z nowo powstałą organizacją Global Fight League.

## Osiągnięcia

### Mieszane sztuki walki
- 2010: mistrz PureCombat w wadze półśredniej
- 2011: zwycięzca The Ultimate Fighter 13 w wadze półśredniej
- 2017–2018: tymczasowy mistrz UFC w wadze lekkiej

### Zapasy[30]
- National Collegiate Wrestling Association
  - 2006–2007: NCWA All-American
  - 2006: 1. miejsce
  - 2006–2007: North Central Conference – 1. miejsce
- Michigan High School Athletic Association
  - 2000–2002: MHSAA Division IV All-State
  - 2002: MHSAA Division IV – 1. miejsce

## Lista zawodowych walk MMA
| Wynik     | Bilans | Przeciwnik (bilans przed walką) | Rozstrzygnięcie                      | Runda | Czas | Rozgrywki                                                           | Data       | Miejsce          | Uwagi                                                                                           |
| --------- | ------ | ------------------------------- | ------------------------------------ | ----- | ---- | ------------------------------------------------------------------- | ---------- | ---------------- | ----------------------------------------------------------------------------------------------- |
| Przegrana | 25-11  | Michael Chiesa (16-7)           | Poddanie (duszenie zza pleców)       | 1     | 3:44 | UFC Fight Night: Nurmagomedov vs. Sandhagen                         | 03.08.2024 | Abu Zabi         | Ostatnia walka w UFC. Walka w wadze półśredniej.                                                |
| Przegrana | 25-10  | Paddy Pimblett (20-3)           | Decyzja (jednogłośna)                | 3     | 5:00 | UFC 296                                                             | 16.12.2023 | Las Vegas        |                                                                                                 |
| Przegrana | 25-9   | Bobby Green (29-14-1)           | Poddanie (duszenie trójkątne rękoma) | 3     | 4:51 | UFC 291                                                             | 29.07.2023 | Salt Lake City   |                                                                                                 |
| Przegrana | 25-8   | Nate Diaz (20-13)               | Poddanie (duszenie gilotynowe)       | 4     | 2:52 | UFC 279                                                             | 10.09.2022 | Las Vegas        | Walka w wadze półśredniej. Main Event                                                           |
| Przegrana | 25-7   | Michael Chandler (22-7)         | KO (kopnięcie frontalne)             | 2     | 0:17 | UFC 274                                                             | 07.05.2022 | Phoenix          |                                                                                                 |
| Przegrana | 25-6   | Beneil Dariush (20-4-1)         | Decyzja (jednogłośna)                | 3     | 5:00 | UFC 262                                                             | 15.05.2021 | Houston          |                                                                                                 |
| Przegrana | 25-5   | Charles Oliveira (29-8)         | Decyzja (jednogłośna)                | 3     | 5:00 | UFC 256                                                             | 12.12.2020 | Las Vegas        |                                                                                                 |
| Przegrana | 25-4   | Justin Gaethje (21-2)           | TKO (ciosy pięściami)                | 5     | 3:39 | UFC 249                                                             | 09.05.2020 | Jacksonville     | Walka o tymczasowy pas mistrza UFC w wadze lekkiej.                                             |
| Wygrana   | 25-3   | Donald Cerrone (36-11)          | TKO (przerwanie przez lekarza)       | 2     | 5:00 | UFC 238                                                             | 08.06.2019 | Chicago          | Bonus za walkę wieczoru.                                                                        |
| Wygrana   | 24-3   | Anthony Pettis (21-7)           | TKO (przerwanie przez narożnik)      | 2     | 5:00 | UFC 229                                                             | 06.10.2018 | Las Vegas        | Bonus za walkę wieczoru.                                                                        |
| Wygrana   | 23-3   | Kevin Lee (16-2)                | Poddanie (duszenie trójkątne)        | 3     | 4:02 | UFC 216                                                             | 07.10.2017 | Las Vegas        | Zdobył tymczasowe mistrzostwo UFC w wadze lekkiej. Później pozbawiony tytułu z powodu kontuzji. |
| Wygrana   | 22-3   | Rafael dos Anjos (25-8)         | Decyzja (jednogłośna)                | 5     | 5:00 | The Ultimate Fighter Latin America 3 Finale: dos Anjos vs. Ferguson | 05.11.2016 | Meksyk           | Bonus za walkę wieczoru.                                                                        |
| Wygrana   | 21-3   | Lando Vannata (8-0)             | Poddanie (duszenie D'Arce)           | 2     | 2:22 | UFC Fight Night: McDonald vs. Lineker                               | 13.07.2016 | Sioux Falls      | Bonus za walkę wieczoru.                                                                        |
| Wygrana   | 20-3   | Edson Barboza (16-3)            | Poddanie (duszenie D'Arce)           | 2     | 2:54 | The Ultimate Fighter: Team McGregor vs. Team Faber Finale           | 11.12.2015 | Las Vegas        | Bonus za występ i walkę wieczoru.                                                               |
| Wygrana   | 19-3   | Josh Thomson (21-7)             | Decyzja (jednogłośna)                | 3     | 5:00 | UFC Fight Night: Mir vs. Duffee                                     | 15.07.2015 | San Diego        | Bonus za występ wieczoru.                                                                       |
| Wygrana   | 18-3   | Gleison Tibau (32-10)           | Poddanie (duszenie zza pleców)       | 1     | 2:37 | UFC 184                                                             | 28.02.2015 | Los Angeles      | Bonus za występ wieczoru.                                                                       |
| Wygrana   | 17-3   | Abel Trujillo (12-5)            | Poddanie (duszenie zza pleców)       | 2     | 4:19 | UFC 181                                                             | 06.12.2014 | Las Vegas        |                                                                                                 |
| Wygrana   | 16-3   | Danny Castillo (17-6)           | Decyzja (niejednogłośna)             | 3     | 5:00 | UFC 177                                                             | 30.08.2014 | Sacramento       |                                                                                                 |
| Wygrana   | 15-3   | Katsunori Kikuno (19-5-2)       | KO (cios)                            | 1     | 4:06 | UFC 173                                                             | 24.05.2014 | Las Vegas        |                                                                                                 |
| Wygrana   | 14-3   | Mike Rio (9-2)                  | Poddanie (duszenie D'Arce)           | 1     | 1:52 | UFC 166                                                             | 19.10.2013 | Houston          | Bonus za poddanie wieczoru.                                                                     |
| Przegrana | 13-3   | Michael Johnson (10-6)          | Decyzja (jednogłośna)                | 3     | 5:00 | UFC on Fox: Diaz vs. Miller                                         | 05.05.2012 | East Rutherford  |                                                                                                 |
| Wygrana   | 13-2   | Yves Edwards (41-17-1)          | Decyzja (jednogłośna)                | 3     | 5:00 | The Ultimate Fighter: Team Bisping vs. Team Miller Finale           | 03.12.2011 | Las Vegas        |                                                                                                 |
| Wygrana   | 12-2   | Aaron Riley (30-12-1)           | TKO (kontuzja)                       | 1     | 5:00 | UFC 135                                                             | 24.09.2011 | Denver           | Debiut w UFC. Powrót do wagi lekkiej.                                                           |
| Wygrana   | 11-2   | Ramsey Nijem (4-1)              | KO (ciosy)                           | 1     | 3:54 | The Ultimate Fighter: Team Lesnar vs. Team dos Santos Finale        | 04.06.2011 | Las Vegas        | Wygrał turniej The Ultimate Fighter 13 wagi półśredniej. Bonus za nokaut wieczoru.              |
| Wygrana   | 10-2   | Brock Jardine (6-0)             | TKO (ciosy)                          | 4     | 2:35 | PureCombat 12: Champions for Children                               | 25.09.2010 | Clovis           | Zdobył mistrzostwo PureCombat w wadze półśredniej.                                              |
| Wygrana   | 9-2    | David Gardner (17-14)           | TKO (ciosy)                          | 2     | 0:27 | CA Fight Syndicate: Battle of the 805                               | 26.03.2010 | Ventura          | Limit umowny do 71,6 kg.                                                                        |
| Wygrana   | 8-2    | Chris Kennedy (7-8)             | TKO (przerwanie przez lekarza)       | 1     | 2:29 | National Fight Alliance MMA: Resurrection                           | 18.12.2009 | Ventura          |                                                                                                 |
| Przegrana | 7-2    | Jamie Toney (11-6)              | Poddanie (duszenie trójkątne)        | 1     | 2:15 | National Fight Alliance MMA: MMA at the Hyatt 3                     | 15.10.2009 | Westlake Village |                                                                                                 |
| Wygrana   | 7-1    | James Fanshier (15-10)          | Decyzja (jednogłośna)                | 3     | 5:00 | Rebel Fighter                                                       | 17.07.2009 | Placerville      |                                                                                                 |
| Wygrana   | 6-1    | Devin Benjamin (2-0)            | TKO (ciosy i łokcie)                 | 1     | 0:51 | National Fight Alliance MMA: MMA at the Hyatt II                    | 28.05.2009 | Westlake Village |                                                                                                 |
| Wygrana   | 5-1    | Daniel Hernandez (3-5)          | TKO (ciosy)                          | 1     | 2:22 | National Fight Alliance MMA: Riot at the Hyatt                      | 05.03.2009 | Westlake Village | Powrót do wagi półśredniej.                                                                     |
| Przegrana | 4-1    | Karen Darabedyan (5-1)          | Decyzja (jednogłośna)                | 3     | 3:00 | All Star Boxing: Caged in the Cannon                                | 06.02.2009 | Montebello       | Debiut w wadze lekkiej.                                                                         |
| Wygrana   | 4-0    | Frank Park (2-0)                | Poddanie (naciskówka na szczękę)     | 1     | 2:43 | Long Beach Fight Night 3                                            | 04.01.2009 | Long Beach       |                                                                                                 |
| Wygrana   | 3-0    | Joe Schilling (1-1)             | Poddanie (duszenie zza pleców)       | 2     | 2:12 | Total Fighting Alliance 12                                          | 13.09.2008 | Long Beach       |                                                                                                 |
| Wygrana   | 2-0    | Brandon Adams (1-2)             | TKO (ciosy)                          | 2     | 2:18 | Total Fighting Alliance 11: Pounding at the Pyramid                 | 12.07.2008 | Long Beach       |                                                                                                 |
| Wygrana   | 1-0    | Steve Avalos (0-0)              | TKO (poddanie po ciosach)            | 2     | 1:25 | California Xtreme Fighting: Anarchy at the Arena                    | 12.04.2008 | Upland           |                                                                                                 |